# Supasak Sarapee
Supasak Sarapee (thailändisch ศุภศักดิ์ สารภี, * 5. April 2000), auch als Ham bekannt, ist ein thailändischer Fußballspieler.

## Karriere
Supasak Sarapee steht seit 2020 beim BG Pathum United FC unter Vertrag. Der Verein aus Pathum Thani spielte in der höchsten Liga des Landes, der Thai League. Sein Erstligadebüt gab er am 12. Dezember 2020 beim Heimspiel gegen den Suphanburi FC. Hier stand er in der Startelf. In der 24. Minute schoss er sein erstes Erstligator. In der 68. Minute wurde er gegen Saharat Pongsuwan ausgewechselt. Das Spiel gewann BG mit 4:0. Nach einer überragenden Saison 2020/21 wurde BG am 24. Spieltag mit 19 Punkten Vorsprung thailändischer Fußballmeister. Ende Mai 2021 wechselte er auf Leihbasis zum Zweitligisten Chiangmai FC. Für Chiangmai bestritt er 27 Zweitligaspiele. Im Sommer 2023 wechselte er ebenfalls auf bis Jahresende 2023 auf Leihbasis zum Erstligisten Chiangrai United. Hier kam er jedoch nicht zum Einsatz. Der Zweitligist Chanthaburi FC lieh ihn im Januar 2024 bis Saisonende aus. Hier bestritt er vier Zweitligaspiele. Im Sommer 2024 kehrte er zu BG zurück. Im Juli 2024 wurde er, nachdem sein Vertrag bei BG ausgelaufen war,  Zweitligisten Samut Prakan City FC unter Vertrag genommen. Nach sechs Ligaspielen wechselte er im Dezember 2024 in die dritte Liga. Hier schloss er sich in Bangkok dem Raj-Pracha FC an. Mit dem Verein spielt er in der Western Region der Liga.

## Erfolge
BG Pathum United FC
- Thailändischer Meister: 2020/21